# Caucasiozetes wongi
Caucasiozetes wongi är en kvalsterart som beskrevs av Sandór Mahunka 1995. Caucasiozetes wongi ingår i släktet Caucasiozetes och familjen Microzetidae. Inga underarter finns listade i Catalogue of Life.